# Lime Ridge (Wisconsin)
Lime Ridge es una villa ubicada en el condado de Sauk en el estado estadounidense de Wisconsin. En el Censo de 2010 tenía una población de 162 habitantes y una densidad poblacional de 61,93 personas por km².

## Geografía
Lime Ridge se encuentra ubicada en las coordenadas 43°28′3″N 90°9′28″O / 43.46750, -90.15778. Según la Oficina del Censo de los Estados Unidos, Lime Ridge tiene una superficie total de 2.62 km², de la cual 2.62 km² corresponden a tierra firme y (0%) 0 km² es agua.

## Demografía
Según el censo de 2010, había 162 personas residiendo en Lime Ridge. La densidad de población era de 61,93 hab./km². De los 162 habitantes, Lime Ridge estaba compuesto por el 99.38% blancos, el 0% eran afroamericanos, el 0.62% eran amerindios, el 0% eran asiáticos, el 0% eran isleños del Pacífico, el 0% eran de otras razas y el 0% pertenecían a dos o más razas. Del total de la población el 0% eran hispanos o latinos de cualquier raza.